# Knut Schultheiß
Knut Schultheiß (* 1. Oktober 1958 in Ost-Berlin) ist ein deutscher Schauspieler und Coach.

## Leben
Der 1958 in Berlin-Köpenick geborene Knut Schultheiß war bereits in der Schule Mitglied einer Theatergruppe. Nach dem Abitur im Jahr 1977 wurde er Soldat in der Nationalen Volksarmee der DDR. Es folgte eine Zeit, in der er als Bühnenarbeiter an der Berliner Volksbühne arbeitete, um sich danach an einer Schauspielschule zu bewerben. Nachdem er erst im zweiten Versuch angenommen wurde, kam dann im zweien Studienjahr an der Hochschule für Schauspielkunst Ernst Busch die Exmatrikulation, da er sich weigerte Reserveoffizier zu werden und eine Mitgliedschaft in der FDJ ablehnte. Selbstkritisch musste er aber auch zugeben, dass seine Leistungen nicht ganz den Anforderungen entsprachen. Trotzdem bekam er mehrere Angebote von der DEFA und dem Fernsehen der DDR für Filmrollen. Es folgten mehrere Jahre, in denen er öffentliche Einrichtungen mit Grünpflanzen bestückte. Als ihm das nicht mehr genügte, bewarb er sich am Theater 89 für eine Regieassistenz bei Gabriele Heinz.
Im Jahr 2000 folgte Knut Schultheiß einer Einladung zum Studentenfestival nach Simbabwe. In Harare lernte er die UNESCO-Filmhochschule für Kamera, Regie und Produktion kennen, in der er sein Wissen in Schauspielerworkshops weitergeben konnte. Er betreute auch Schultheater in Johannesburg, wo er Jungschauspieler zum Casting vorbereitete. Zwischen diesen Aufgaben reiste er immer wieder einmal nach Deutschland, um etwas Geld zu verdienen, das ihm den weiteren Aufenthalt in Afrika sicherte, der fünf Jahre dauerte. Wieder zurück in Deutschland absolvierte er Ausbildungen an der Coaching Company Berlin und am Berliner Institut für Familientherapie (BIF), die seinem weiteren beruflichen Lebensweg behilflich waren.
Knut Schultheiß lebt in Berlin und hat eine Tochter.

## Filmografie
- 1983: Märkische Chronik (Fernsehserie, 1 Episode)
- 1984: Der Lude
- 1985: Die Frau und der Fremde
- 1988: Polizeiruf 110: Der Mann im Baum (Fernsehreihe)
- 1988: Die Schauspielerin
- 1988: Polizeiruf 110: Der Kreuzworträtselfall
- 1989: Verflixtes Mißgeschick!
- 1989: Polizeiruf 110: Variante Tramper
- 1989: Johanna (Fernsehserie, 1 Episode)
- 1989: Immensee (Fernsehfilm)
- 1989: Ein brauchbarer Mann
- 1990: Polizeiruf 110: Tod durch elektrischen Strom
- 1990: Die Architekten
- 1990: Polizeiruf 110: Das Duell
- 1991: Die Sprungdeckeluhr
- 1991: Polizeiruf 110: Zerstörte Hoffnung
- 1991: Hüpf, Häschen hüpf (Fernsehfilm)
- 1991: Polizeiruf 110: Der Fall Preibisch
- 1991: Polizeiruf 110: Das Treibhaus
- 1991: Polizeiruf 110: Mit dem Anruf kommt der Tod
- 2000: Balko (Fernsehserie, 1 Episode)